# Festivalino de Pescueza
El Festivalino de Pescueza es un festival de música que se realiza en el municipio español de Pescueza (Cáceres). Tiene una periodicidad anual y se organiza en el mes de abril ininterrumpidamente desde 2008.
A diferencia de los principales festivales de música de España se distingue por no organizarse en una ciudad importante o área turística conocida, sino que reúne a músicos conocidos en un área rural con escasa densidad de población en el noroeste de Extremadura. Está programado como un evento lúdico y cultural en el cual, además de música, se incluyen diversas actividades relacionadas con el mundo rural como talleres, mercadillos de artesanía, plantación de árboles o conferencias en dialectos rurales.

## Historia

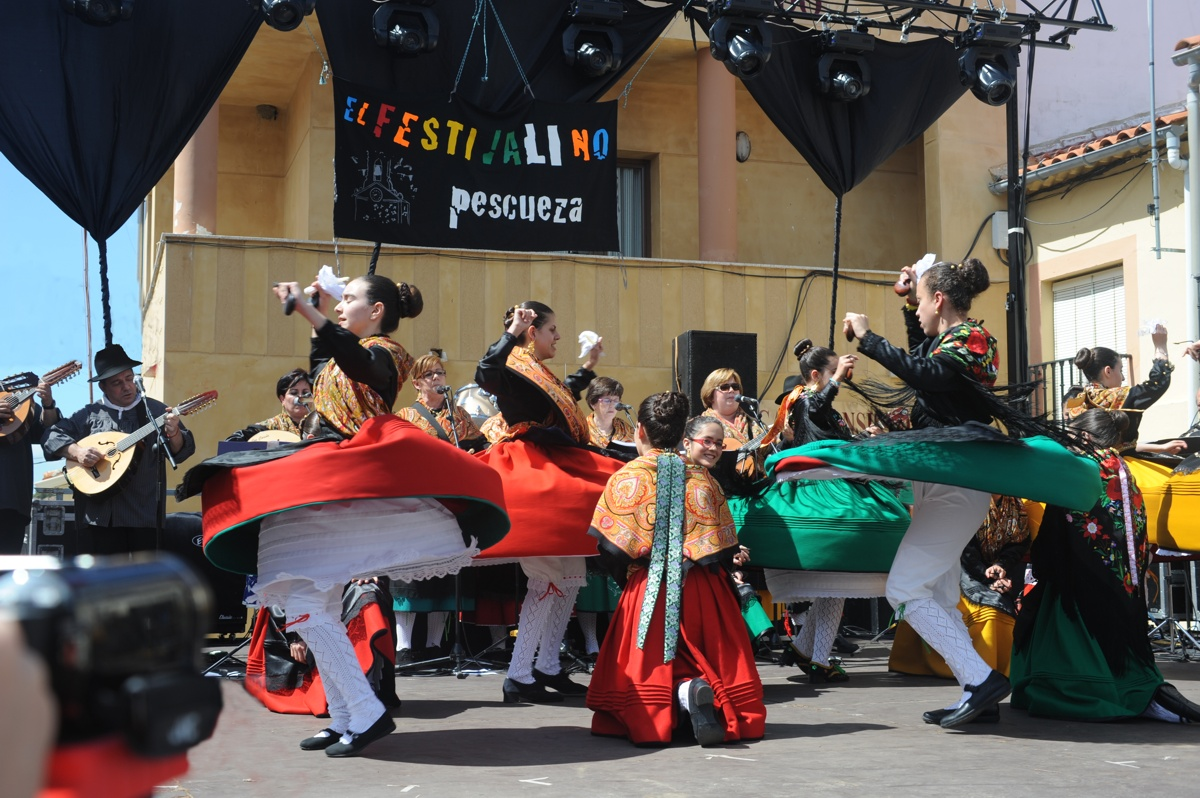
Actuación de bailes regionales durante el Festivalino.

El Festivalino de Pescueza fue creado en el año 2008 por la asociación de desarrollo rural GATS. En su primera edición no contó con grupos musicales destacables, con la excepción de El Desván del Duende, y se centró en diversos actos de promoción del mundo rural como proyecciones de cine, actuaciones folclóricas, rutas senderistas y talleres.
Las circunstancias del evento empezaron a tomar rumbo hacia un festival de música en la segunda edición, del año 2009. Ese año la cadena de radio 40 Principales realizó una campaña de plantación de árboles en colaboración con la fundación "+árboles" y en Pescueza se plantaron ocho mil arbustos. Para ello, se invitó a la plantación a La Oreja de Van Gogh, uno de los grupos musicales más famosos del país. El concierto en el que cantó dicho grupo, presentado por el locutor de la citada radio Tony Aguilar, llegó a congregar a casi ocho mil personas según los organizadores.
El éxito de la segunda edición llevó a 40 Principales a repetir el evento en Pescueza en 2010, pero como un concierto más amplio con diversos grupos y cantantes famosos entre los que destacaron, por ejemplo, Manuel Carrasco o María Villalón. En esa edición se plantaron cuarenta mil árboles y arbustos en la zona.
40 principales se retiró del festival en 2012, pero el Festivalino ya había adquirido fama y se consolidó con más artistas famosos en los años siguientes. En la década de los años 2010, la audiencia ha sido de unos diez mil asistentes a cada festival.
En 2017, recibió el premio Grada al Ocio en la IX Edición de estos premios repartidos por la revista Grada y la Fundación Primera Fila. La gala se celebró el 28 de abril de 2017 en el Palacio de Congresos de Badajoz.

## Conciertos

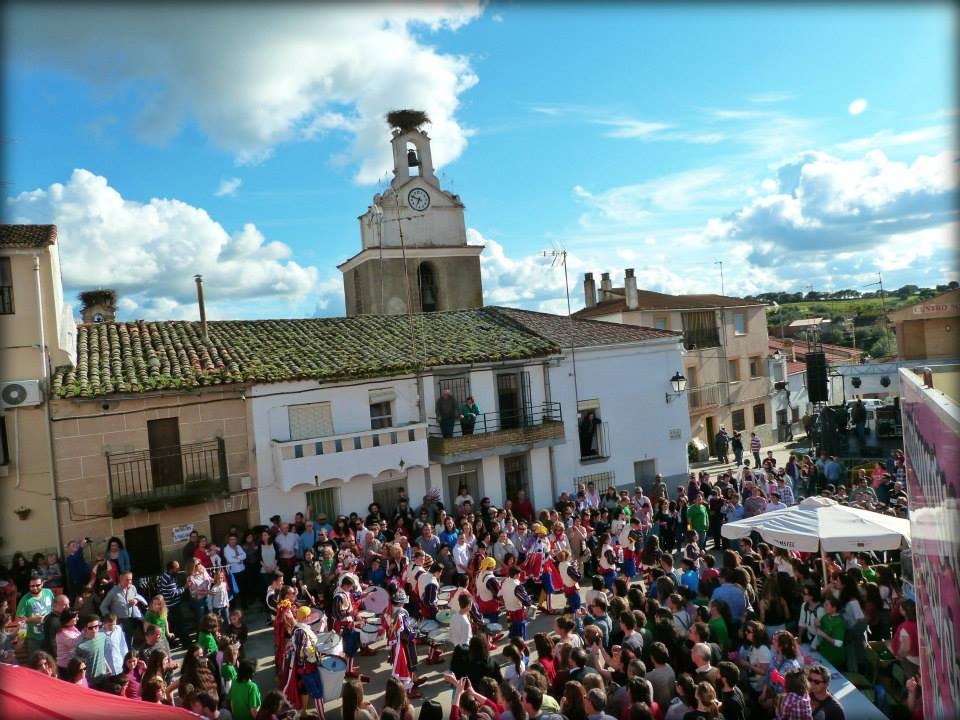
Plaza Mayor de Pescueza durante un momento del Festivalino.

Se desarrollan alrededor de 15 conciertos gratuitos durante todo el fin de semana. El estilo musical en general es el rock, ska, pop o reggae sin olvidar la música tradicional.
Cuenta con tres escenarios, dos dentro del pueblo y uno a las afueras del mismo, aunque en la última edición hubo cuatro escenarios (Plaza del Álamo, Plaza Concejo y Plaza Mayor, además del campo de fútbol). Reserva siempre un escenarios para artistas y grupos extremeños que están comenzando su carrera musical y que necesitan un apoyo para mostrar su trabajo, otro para artistas/grupos que tienen consolidado su trabajo y otro más para los artistas de renombre. Así, además de colaborar con la naturaleza y el medio ambiente, se colabora con la cultura y su desarrollo.
El Festivalino ha contado con la participación de numerosos artistas de índole nacional, algunos de ellos famosos y otros menos conocidos. Ejemplos de los artistas reconocidos que han actuado aquí en alguna edición son los siguientes:
| - El Desván del Duende - La Oreja de Van Gogh - El Cabrero - Zenttric - El Pescao - María Villalón - Manuel Carrasco - Rozalén - Diván du Don - Revólver - Georgina - Acetre | - Mamá Ladilla - Kiko & Shara - Anhinojo Folk - La Musicalité - Los Niños de los Ojos Rojos - Los Gandules - Bucéfalo - Mäbu - Miguel Costas - Soraya Arnelas - Celtas Cortos - Nena Daconte |

## Otras actividades

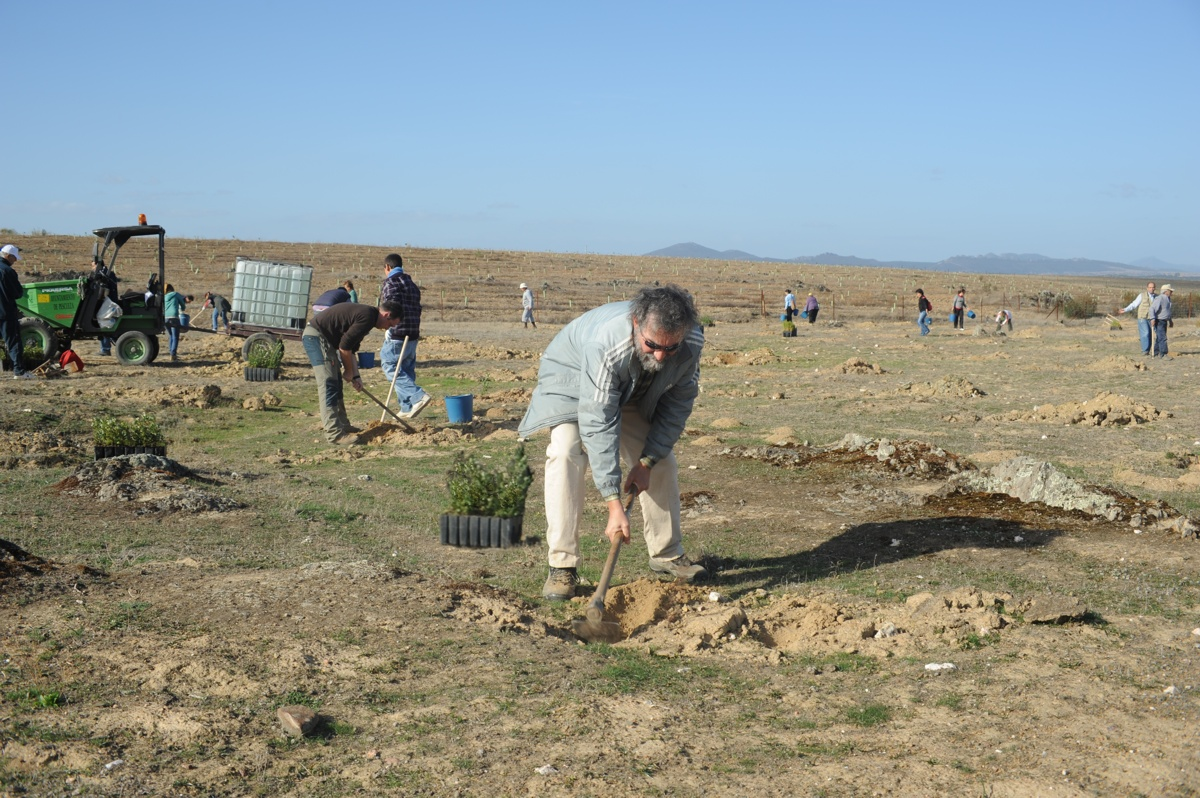
Plantando encinas en Pescueza.

Una de las actividades que tienen lugar durante este festival es la plantación de árboles.
Durante todo el fin de semana, se realizan diversas actividades alrededor de los conciertos.
- Talleres de muestras del pueblo: todo lo que se realiza en el pueblo; labores, dulces típicos, matanza, elaboración de jabón, trillado de trigo, juegos tradicionales...
- Artesanía, con demostración de artesanos de la zona
- Habla popular: es un taller de "Extremeñu", donde se explica la historia del habla y su evolución, además de contar con tamborilero, teatro...
- Mercadillo artesanal.

Además de las actividades, también se realizan espectáculos de calle, como son:
- Animación de calle, como payasos, teatros, globos, cuentacuentos...
- Folclore, bailes regionales de grupos de la zona
- Batucada, efectuada por "Los Infectos Aceleraos", comparsa de Badajoz.
- Teatro, con el grupo de teatro de Pescueza "El Antruejo"
- Payasos, como por ejemplo "Payaso Loco"